# Televisa
Grupo Televisa is een Mexicaans televisienetwerk. Het is het grootste Spaanstalige mediaconglomeraat ter wereld. Televisa werd opgericht in 1955 als Telesistema Mexicano. Gedurende haar hele geschiedenis is het bedrijf in handen van de familie Azcárraga.

## Activiteiten
De activiteiten waren in vier groepen verdeeld: Cable, Sky, Content en overige activiteiten. De kabelactiviteiten bieden geïntegreerde diensten, waaronder video, data en spraak aan huishoudens en bedrijven. Sky is een aanbieder van satelliet betaaltelevisie en breedband in Mexico, de Dominicaanse Republiek en andere Midden-Amerikaanse landen. Televisa de grootste aandeelhouder van TelevisaUnivision, een toonaangevend mediabedrijf dat Spaanstalige inhoud produceert en distribueert via verschillende uitzendkanalen in Mexico, de Verenigde Staten en verder nog meer dan 50 landen via televisienetwerken en kabelexploitanten. Televisa heeft tot slot concessies van de Mexicaanse regering om programma's uit te zenden via televisiestations
Televisa geldt als het machtigste mediaconglomeraat in Mexico, en critici hebben hun zorgen geuit over de grote macht van Televisa. In het verleden vertolkte het netwerk vaak de mening van de regerende Institutioneel Revolutionaire Partij (PRI), maar de laatste jaren is de omroep onafhankelijker geworden.
Het staat zowel aan de New York Stock Exchange als aan de Bolsa Mexicana de Valores genoteerd. In Mexico is het opgenomen in de S&P/BMV IPC aandelenindex. De tickercode voor Mexico is TLEVISA.
De belangrijkste concurrent van Televisa is TV Azteca.

## Geschiedenis
In januari 2022 werd TelevisaUnivision opgericht als het resultaat van een fusie van de content bedrijfsonderdelen van Televisa en Univision. TelevisaUnivision is daarmee een groot Spaanstalige media- en contentbedrijf en produceert programma's voor zijn eigen platforms en voor anderen. De bijdrage van Televisa bestond uit vier televisiezenders, 27 betaaltelevisiezenders, de filmstudio Videocine, de video on demand diensten van Blim TV en het Televisa merkrecht. Univision bracht de belangen in de Verenigde Staten in waaronder de Univision en UniMás netwerken, negen Spaantalige kabelnetwerken en 59 televisie- en 57 radiozenders.
In 2023 betaalde Televisa US$ 95 miljoen in een schikking aan de aandeelhouders. Deze hadden Televisa voor de Amerikaanse rechter gedaagd na het bekend worden van een omkoopschandaal met de FIFA. In 2017 hadden Televisa en Globo (Brazilië) US$ 15 miljoen aan steekpenningen betaald om de uitzendrechten te verkrijgen van de voetbal wereldcup wedstrijden van 2018 tot en met 2030. In oktober 2024 trad Emilio Azcárraga af. Hij is de kleinzoon van de oprichter van Televisa. Emilio Azcárraga was van 1997 tot 2017 bestuursvoorzitter en nadien voorzitter.
In februari 2024 werden de niet-kernactiviteiten afgestoten. Deze belangen zijn ondergebracht in een apart bedrijf Ollamani. Aandelenhouders kregen naar rato van hun aandelenbezit Televisa aandelen Ollamini in handen. Vanaf 20 februari 2024 staan de aandelen Ollamani genoteerd aan de Mexicaanse effectenbeurs. Ollamani richt zich onder andere op gokken en loterijen en het uitgeven en distribueren van tijdschriften.
Op 7 juni 2024 nam Televisa het belang van de Amerikaanse telefoonbedrijf AT&T over in Sky Mexico. Na deze transactie is Televista de enige eigenaar geworden. De overnamesom zal worden betaald in 2027 en 2028.
Op 30 april 2025 maakten onderzoeksjournalisten bekend dat Televisa een geheime afdeling had die nepnieuws in omloop bracht dit met het doel de concurrentie zwart te maken en reputaties te beschadigen. Metrics Index, bekend om het uitvoeren van lastercampagnes, had kantoorruimte in het Televisa gebouw in Mexico-Stad, waar het samenwerkte met Televisa-medewerkers om valse informatie te fabriceren en aanvallen op concurrenten te verspreiden. De hoogste leidinggevenden van het televisiebedrijf zouden volgens het onderzoek op de hoogte zijn van het bestaan.